# 帶紋喉盤魚
帶紋喉盤魚（學名：Gobiesox punctulatus）為輻鰭魚綱喉盤魚目喉盤魚科的其中一種，分布於西大西洋區的墨西哥灣及加勒比海海域，深度0至3公尺，本魚呈蝌蚪狀，頭寬，扁平，頭部感覺乳突發育不全，上唇緣及上唇上方吻部無乳突，前鼻孔有一瓣，分為2個，上唇寬，前部比兩側寬很多，上顎前部具一深的錐形齒斑，兩側具犬齒或錐形齒，下顎前部具4-6對窄門齒，側部具一排彎曲的犬齒，體不被鱗，覆有粘液層，頭部側線發達，身體上側線不明顯，腹鰭喉位，與周圍的皮褶特化成一吸盤，背鰭鰭條11-12枚、臀鰭鰭條7-8枚、胸鰭鰭條21枚，體密佈微小的橄欖色斑點，頭頂和頸背散佈較大的暗點，有時胸鰭基部後方、背鰭前方下方和尾鰭基部有淺色橫帶，鰭條顏色從暗色到淺色，背鰭前方有一黑點，尾部有一條深色外橫帶，體長可達6.3公分，屬底棲性魚類，棲息在水淺的岩石區，生活習性不明。
其种加词“punctulatus”意为“有斑点的”。